# Planta piloto

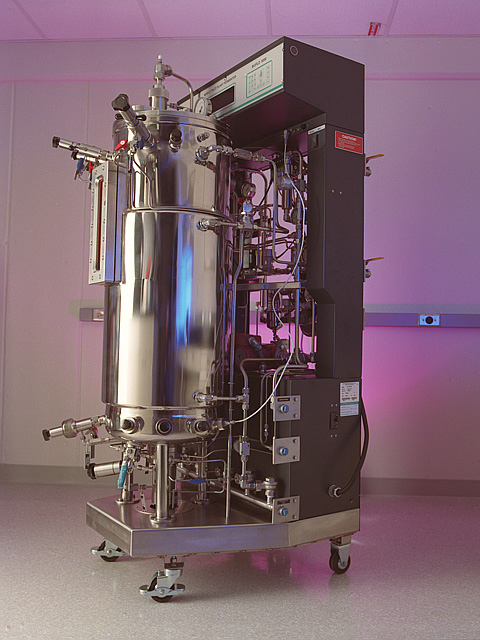
Uma planta piloto de um biorreator.

Uma planta piloto é um pequeno sistema de processamento químico, uma planta de processo em escala reduzida.
Plantas piloto são operadas para gerar informação sobre o comportamento do sistema para uso no projeto de instalações maiores. O fim que se persegue ao projetar, construir e operar uma planta piloto é obter informação sobre um determinado processo físico ou químico, que permita determinar se o processo é técnica e economicamente viável, assim como estabelecer os parâmetros de operação ótimos de tal processo para o posterior projeto e construção da planta em escala industrial.
Planta piloto é um termo relativo, no sentido de que as plantas são geralmente menores do que as plantas em escala de produção, mas são construídas em uma variedade de tamanhos. Algumas plantas piloto são construídas em laboratórios com a utilização de equipamentos de laboratório. Outros são feitos de metal sobre lajes de concreto exclusivas e custam milhões de dólares.

## Motivações e justificativas
Plantas piloto são usadas para reduzir o risco associado com a construção de grandes plantas de processo, sempre e quando tenham sido projetadas e operadas corretamente. Fazem isso de duas maneiras:
- São substancialmente menos custosas que a construção de plantas a plena escala. Em negócios não se coloca tanto capital em situação de risco em um projeto que pode ser ineficaz ou inviável. Além disso, alterações de projeto podem ser feitas a preços mais baixos na escala piloto e alterações no processo podem ser trabalhadas antes da planta de grande escala ser construída.
- Fornecem dados valiosos para o projeto da planta em escala real. Os dados científicos sobre as reações, as propriedades dos materiais, a corrosividade, por exemplo, podem estar disponíveis, mas é difícil prever o comportamento de um processo de alguma complexidade. Dados de engenharia de processo podem estar disponíveis, mas estes dados nem sempre podem ser claramente aplicado ao processo de interesse. Projetistas utilizam os dados da planta piloto para refinar seu projeto da instalação na escala de produção.

## Aplicações

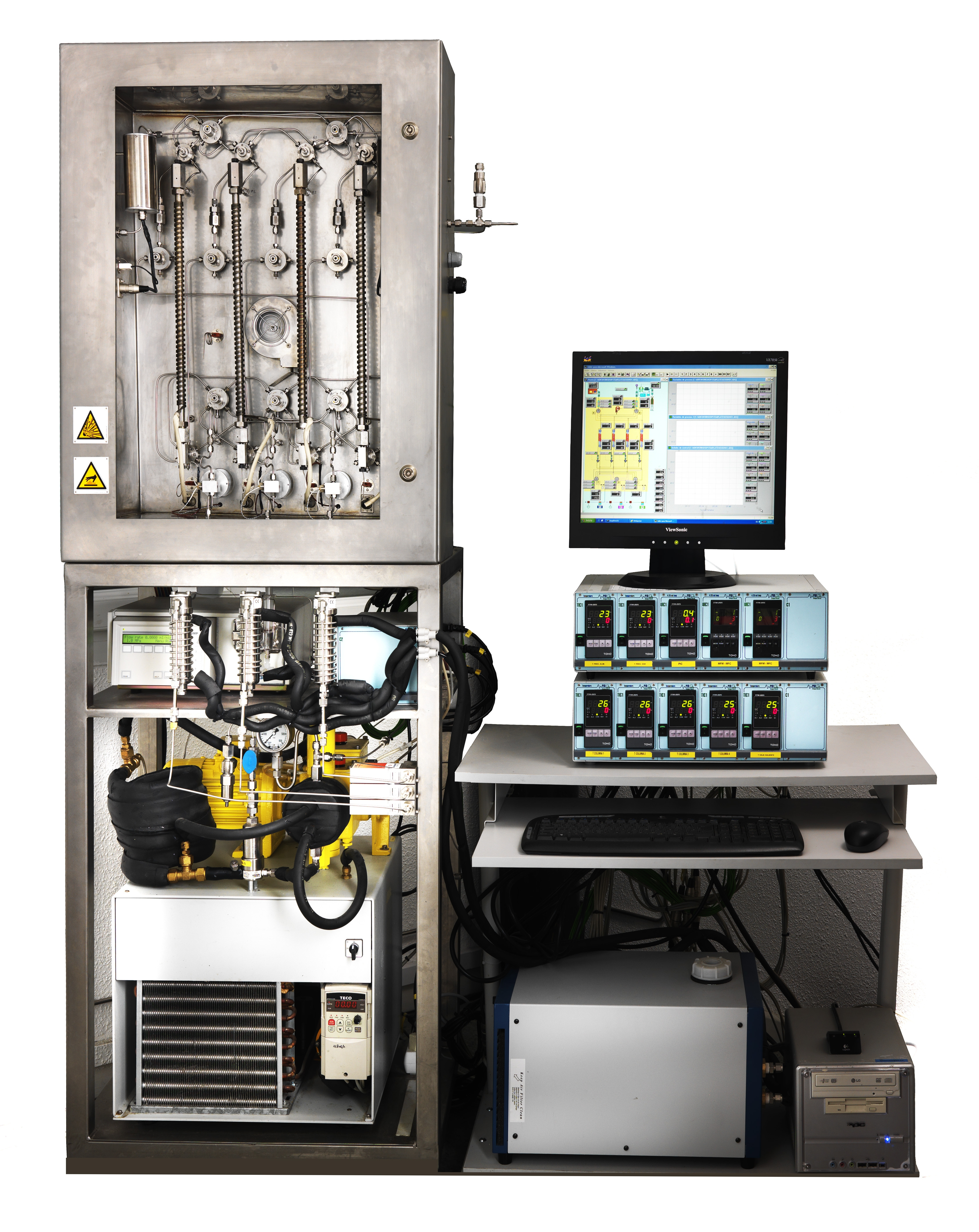
Planta de cromatografia em leito móvel simulado com fluidos supercríticos.

A investigação para o estudo de novos processos físico-químicos, ou para a melhora de processos já existentes é levada a cabo em plantas em escala piloto, reduzindo-se assim os custos associados ao investimento e aos gastos fixos de operação inerentes a uma planta industrial. Neste caso, são chamadas normalmente de planta piloto para desenvolvimento de processos (PPDP).
Igualmente, se utilizam plantas piloto para a investigação de bioprocessos, ou processos químicos que envolvam organismos ou substâncias bioquimicamente ativas derivadas de tais organismos. Neste caso o biorreator deve manter um ambiente biologicamente ativo e propício para o organismo que se cultiva, pelo que o controle das variáveis de processo é crítico. No caso de processos catalíticos, se empregam plantas piloto para o ensaio de novos catalisadores, com o objetivo de estudar sua atividade e seletividade para uma determinada reação química e de otimizar as variáveis de processo.
Por último, também se utilizam plantas piloto como equipamento científico para educação em universidades, ou como sistemas para demonstração.
O termo “planta piloto” abarca uma ampla faixa de escalas, desde plantas em escala laboratorial até plantas em escala semi-industrial. Os avanços tecnológicos em distintas áreas (eletrônica, comunicações, micromecanização, etc.) tem tornado possível que hoje em dia se disponha de instrumentação e dispositivos adequados para o projeto e construção de plantas em escala muito reduzida, plantas em microescala, capazes de operar em idênticas condições de pressão e temperatura que as plantas industriais. Estes avanços tem conduzido igualmente a que estas plantas em microescala contem com sistemas de aquisição de dados, supervisão e controle (sistemas SCADA) e possam ser automatizadas, de maneira que a produção experimental se multiplique e se reduza, assim, consideravelmente o tempo necessário para o estudo e a otimização de um processo físico-químico concreto.

## Características específicas
Uma planta piloto deve ser muito mais flexível que uma planta em escala industrial enquanto à faixa permissível de seus parâmetros de operação ou variáveis de processo, já que uma planta industrial opera sempre nas mesmas condições, enquanto que uma planta piloto, pelo fato de estar destinada à investigação ou estudo de um processo, deve permitir trabalhar em uma ampla faixa valores de temperatura, pressão, etc., de maneira que possam realizar-se experimentos ou ensaios com valores bem distintos das variáveis de processo e possam-se determinar, assim, os valores ótimos.

## Ampliações de escala
Depois que os dados são coletados a partir de operação de uma planta piloto, uma instalação maior na escala de produção pode ser construída. Alternativamente, uma planta de demonstração, a qual é maior do que uma planta piloto, mas menor do que planta comercial, pode ser construída para demonstrar a viabilidade comercial do processo. As empresas, por vezes, continuam a operar a planta piloto para testar ideias para novos produtos, novas matérias primas, ou de diferentes condições operacionais. Em alternativa, podem ser operadas como unidades de produção, aumentando a produção da planta principal.

## Alternativas
Se um sistema é bem definido e os parâmetros de engenharia são conhecidos, plantas piloto não são utilizadas. Por exemplo, uma empresa que quer expandir a capacidade de produção através da construção de uma nova fábrica que faz a mesma coisa que uma fábrica já existente pode optar por não usar uma planta piloto.
Ainda que, nos últimos anos se tenham desenvolvido avanços e diversas ferramentas na simulação de processos em computadores, tendo aumentado a confiança dos projetistas de processos e reduzindo a necessidade de plantas piloto, estes sistemas não podem substituir plenamente as plantas piloto, já que não são capazes de predizer o comportamento de novos processos, dos que não existem dados disponíveis, nem de processos complexos. As plantas piloto ainda são utilizadas até mesmo como "estado da arte" da simulação quando não pode prever-se com precisão o comportamento de sistemas complexos.

## Microfiltração
A tecnologia de microfiltração pode ser usada em processos onde é necessário separar partículas com dimensões maiores que 0,1 mm de diâmetro.
Este processo também é utilizado para reter bactérias e sólidos em suspensão que passam pelos poros de 0,1 a 10 µm e pressão de 0,2 a 1 BAR.
Elementos retidos: bactérias, elementos em suspensão, coloides e emulsões com 0,1 micron ou mais. (fonte: http://plantapiloto.com.br/)

## Ultrafiltração
A tecnologia de Ultrafiltração consiste na aplicação de pressão hidrostática fazendo o líquido (permeado) fluir pelos poros da membrana.
A dimensão de corte de peso molecular nos processos de Ultrafiltração fica entre 0,01 e 0,1µm. Como resultante a pressão de trabalho deve estar entre 3 a 10 BAR.
Elementos Retidos: macromoléculas de 0,01 a 0,1 micron, colloids, bactérias e vírus. (fonte: http://plantapiloto.com.br/)

## Nanofiltração
Essa técnica retém os sais bivalentes com 0,001µm molecular e requer pressão de trabalho entre 10 a 25 BAR.
Nos processos industriais a Nanofiltração é utilizada para separar componentes específicos desejáveis ou indesejáveis do processo, tais como os agentes de coloração. Esta tecnologia é frequentemente usada na separação de substâncias orgânicas, tais como micropoluentes e íons polivalentes, também é utilizada nos processos de extração de produtos vegetais em solução alcoólicas e aquosas.
Elementos obtidos:, sais bivalentes, moléculas (150-1000 Daltons). (fonte: http://plantapiloto.com.br/)

## Osmose Reversa
A Osmose Reversa é o processo que utiliza membrana com o menor poro dos sistemas filtração tangencial. Essa técnica retém todos os sais dissolvidos, orgânicos com moléculas maiores que 10-7 mm e os seus monovalentes. A pressão de trabalho pode ser superior a 80 BAR.
Características: baixo peso molécular de corte, pressão de trabalho acima de 80 BAR, retém moléculas e sais monovalentes. (fonte: http://plantapiloto.com.br/)